# 包爾奇
包爾奇（匈牙利語：Barcs，發音：[bɒrt͡ʃ] ⓘ）是匈牙利紹莫吉州的城鎮，位於該國西南部德拉瓦河畔，毗鄰與克羅地亞接壤的邊境，面積122.9平方公里，2004年人口12,168，其中約七成居民信奉天主教。

## 外部連結
- Street map （页面存档备份，存于） （匈牙利文）
- Aerialphotographs from Barcs （页面存档备份，存于）